# Gnaeus Domitius Calvinus (consul in 53 v.Chr.)
Gnaeus Domitius Calvinus was een Romeins militair, senator en consul in 53 en 40 v.Chr..
Domitius Calvinus werd ondanks een verkiezingsschandaal, hij zou mensen hebben omgekocht, in 53 v.Chr. tot consul gekozen. Tijdens de Burgeroorlog tussen Pompeius en Caesar (49-45 v.Chr.) streed hij mee aan de zijde van Julius Caesar. In de slag bij Pharsalus (48 v.Chr.) voerde hij het bevel over het centrale deel van Caesars leger, met Marcus Antonius links en Publius Cornelius Sulla rechts. Na de overwinning werd hij gouverneur van de Romeinse provincie Asia (westelijk Turkije). Hier probeerde hij de inval van Pharnaces II in Pontus te verhinderen, maar zijn leger leed een zware nederlaag bij Nicopolis. Caesar trok daarop zelf op tegen Pharnaces en vernietigde diens leger in de slag bij Zela. Ondanks Calvinus' nederlaag bleef hij een vertrouwde vriend van Caesar.
In 43 v.Chr. steunde hij Octavianus, de geadopteerde zoon van Caesar, tegen Caesars moordenaars Brutus en Cassius. In 40 v.Chr. werd hij voor de tweede keer benoemd tot consul en van 39 tot 36 v.Chr. was hij gouverneur van Hispania. Hij werd door zijn soldaten tot Imperator uitgeroepen en terug in Rome werd hem een triomftocht vergund. Hier herbouwde hij de Regia in marmer. Van de tijd daarna is weinig bekend, maar in 20 v.Chr. was hij nog lid van de Fratres Arvales, in die periode een priestercollege van de keizerlijke familie en hun trouwe aanhangers.